# Joe Medicine Crow
Joseph Medicine Crow-High Bird (ur. 27 października 1913 nieopodal Lodge Grass w Montanie, zm. 3 kwietnia 2016 w Billings) – amerykański antropolog i historyk pochodzenia indiańskiego. Opisywał historię własnego plemienia Kruków (Wron) oraz innych Indian – rdzennych mieszkańców kontynentu północnoamerykańskiego. Najbardziej znany z prac i wykładów dotyczących bitwy nad Little Bighorn. Uhonorowany Medalem Wolności, Brązową Gwiazdą i Orderem Legii Honorowej. Był ostatnim wodzem plemienia Kruków.

## Życiorys
Był synem Leo Medicine’a Crowa i Amy Yellowtail. Wnuk wodza Medicine’a Crowa. Urodził się w rezerwacie Kruków nieopodal Lodge Grass w Montanie. Był ostatnią osobą, która uzyskała bezpośrednie relacje świadków bitwy nad Little Bighorn w 1876. W 1938 jako pierwszy ze swojego plemienia uzyskał dyplom licencjata z socjologii i psychologii w Linfield College w McMinnville. Studia kontynuował w University of Southern California, gdzie w 1939 obronił pracę magisterską z antropologii. Ukończył tam studia doktorskie w czerwcu 1941, jednak obronie pracy doktorskiej stanęło na przeszkodzie przystąpienie USA do II wojny światowej.

## II wojna światowa
Po przybyciu do Europy w 1943 początkowo walczył jako zwiadowca 103. Dywizji Piechoty. Przed każdą walką malował ciało pod mundurem w czerwone pasy, stanowiące barwy wojenne swojego plemienia, a dla ochrony przed zranieniem pod hełmem nosił święte orle pióro pomalowane na żółto. W czasie walki w Europie dokonał czterech czynów, dzięki którym – podobnie jak jego dziadek – uzyskał status wodza wojennego. 
Aby zostać wodzem wojennym, należało: dotknąć żywego wroga, nie zabijając go, zdobyć jego broń, przeprowadzić udany atak i porwać jego konia. Czynów tych dokonał, pokonując w walce wręcz i rozbrajając niemieckiego żołnierza, dowodząc oddziałem, który pod ogniem nieprzyjaciela przeniósł ładunki wybuchowe, przy pomocy których wysadzono niemiecką pozycję umocnioną na Linii Zygfryda. Joe Medicine Crow uprowadził też pięćdziesiąt koni ze stajni batalionu SS, sprostając tym samym wymogom godności wodza wojennego. Był ostatnim wodzem wojennym ze swojego plemienia.
Za walkę we Francji otrzymał amerykańskie i francuskie odznaczenia za odwagę. Uhonorowany doktoratami honoris causa przez University of Southern California i Rocky Mountain College.

## Działalność powojenna
Pisał prace i wykładał na uniwersytetach i w instytucjach publicznych aż do śmierci w wieku 102 lat 3 kwietnia 2016 pod opieką hospicjum w Billings.